# Свети Димитър (Гилофос)
Вижте пояснителната страница за други значения на Свети Димитър.
„Свети Димитър“ (на гръцки: Άγιος Δημήτριος) е възрожденска православна църква в гревенското село Гилофос (Чука), Егейска Македония, Гърция. Храмът е построен в XVIII век. Изписан е от зографа Василиос Цурхлис от Чурхли (от 1927 година Агиос Георгиос), играл важна роля в района и загинал в Янина на 17 януари 1838 година.